# Liste der Naturschutzgebiete im Saalekreis
Im Saalekreis gibt es 23 Naturschutzgebiete.
| Name des Gebietes                                | Bild           | Kennung | WDPA   | Landkreis / Stadt                      | Beschreibung / Bemerkungen | Standort | Fläche in Hektar | Datum der Verordnung |
| ------------------------------------------------ | -------------- | ------- | ------ | -------------------------------------- | -------------------------- | -------- | ---------------- | -------------------- |
| Abtei und Saaleaue bei Planena                   | weitere Bilder | 364     | 162041 | Halle (Saale), Saalekreis              |                            | Position | 379,83           | 02.04.2003           |
| Asendorfer Kippe                                 |                | 182     | 318124 | Landkreis Mansfeld-Südharz, Saalekreis |                            | Position | 45,85            | 19.08.1998           |
| Bergbaufolgelandschaft Geiseltal                 | weitere Bilder | 368     | 344576 | Saalekreis                             |                            | Position | 1155,77          | 08.02.2005           |
| Bergholz                                         | weitere Bilder | 114     | 162383 | Saalekreis                             |                            | Position | 77,58            | 30.03.1961           |
| Blonsberg                                        | weitere Bilder | 177     | 318206 | Saalekreis                             |                            | Position | 30,46            | 02.04.1998           |
| Elsteraue bei Ermlitz                            | weitere Bilder | 323     | 318344 | Saalekreis                             |                            | Position | 152,27           | 08.04.2002           |
| Kuckenburger Hagen                               | weitere Bilder | 141     | 164271 | Saalekreis                             |                            | Position | 69,64            | 18.05.1994           |
| Lindbusch                                        | weitere Bilder | 116     | 164461 | Saalekreis                             |                            | Position | 20,75            | 20.04.1995           |
| Luppeaue bei Horburg und Zweimen                 |                | 197     | 318756 | Saalekreis                             |                            | Position | 378,89           | 12.04.2002           |
| Müchelholz                                       |                | 124     | 164703 | Saalekreis                             |                            | Position | 59,91            | 30.03.1961           |
| Muschelkalkhänge der Nietleben-Bennstedter Mulde | weitere Bilder | 266     | 329529 | Saalekreis                             |                            | Position | 73,55            | 20.09.2004           |
| Pfingstanger bei Wörmlitz                        |                | 183     | 318942 | Halle (Saale), Saalekreis              |                            | Position | 125,64           | 13.10.1998           |
| Porphyrlandschaft bei Brachwitz                  | weitere Bilder | 265     | 318955 | Saalekreis                             |                            | Position | 152,11           | 07.08.2002           |
| Porphyrlandschaft bei Gimritz                    | weitere Bilder | 142     | 165022 | Saalekreis                             |                            | Position | 287,89           | 12.08.1994           |
| Saaledurchbruch bei Rothenburg                   | weitere Bilder | 199     | 319029 | Landkreis Mansfeld-Südharz, Saalekreis |                            | Position | 220,81           | 11.10.2000           |
| Saale-Elster-Aue bei Halle                       |                | 173     | 319030 | Halle (Saale), Saalekreis              |                            | Position | 906,42           | 11.02.1998           |
| Saalehänge bei Dobis                             | weitere Bilder | 113     | 165274 | Saalekreis                             |                            | Position | 17,28            | 11.09.1967           |
| Salzatal zwischen Langenbogen und Köllme         | weitere Bilder | 366     | 319040 | Saalekreis                             |                            | Position | 117,56           | 13.05.2003           |
| Sandberg                                         |                | 121     | 82483  | Saalekreis                             |                            | Position | 30,23            | 30.03.1961           |
| Schmoner Busch, Spielberger Höhe und Elsloch     | weitere Bilder | 122     | 165442 | Burgenlandkreis, Saalekreis            |                            | Position | 315,65           | 14.06.1994           |
| Stachelroder Tal und Lohtal                      |                | 172     | 165636 | Saalekreis                             |                            | Position | 51,45            | 19.11.1997           |
| Steinklöbe                                       | weitere Bilder | 123     | 165722 | Burgenlandkreis, Saalekreis            |                            | Position | 95,11            | 15.09.1994           |
| Untere Geiselniederung bei Merseburg             |                | 230     | 319239 | Saalekreis                             |                            | Position | 51,75            | 31.07.2003           |

## Quelle
- Landesverwaltungsamt Sachsen-Anhalt
- Common Database on Designated Areas Datenbank, Version 14